# Eudonia sogai
Eudonia sogai là một loài bướm đêm trong họ Crambidae.